# Jean-Claude Stafler
Jean-Claude Stafler es un deportista francés que compitió en vela en la clase Europe. Ganó dos medallas en el Campeonato Mundial de Europe, plata en 1968 y oro en 1969.

## Palmarés internacional
| Campeonato Mundial | Campeonato Mundial | Campeonato Mundial | Campeonato Mundial |
| Año                | Lugar              | Medalla            | Clase              |
| ------------------ | ------------------ | ------------------ | ------------------ |
| 1968               | Madeira (Portugal) | Medalla de plata   | Europe             |
| 1969               | Tolón (Francia)    | Medalla de oro     | Europe             |